# 無印源氏
無印源氏（むじるしげんじ）とは、源氏物語の版本のうち、単に「源氏物語」とだけ題している固有の表題を持たないものをいう。

## 概要
江戸時代に入ってから始まった版本による源氏物語の出版により、それまでとは比べものにならない数量の「源氏物語の本」が裕福な庶民にまで普及することになった。当初これらの版本は源氏物語の本文のみを内容としていたが、次第に注釈や挿絵、全体のあらすじを簡単に示した梗概、源氏物語の年立、系図、さらには源氏物語の補作である山路の露や雲隠六帖といったものまでを含むものが現れ、読みやすさ、わかりやすさや内容の豊かさを競い合うようになっていった。それとともに、他の刊本と区別するために表題も「絵入源氏物語」、「首書源氏物語」、「源氏物語湖月抄」といった固有の表題を持つものになっていった。このような固有の表題を持つ刊本が主流になって以後それ以前に刊行された「伝嵯峨本源氏物語」や「元和本源氏物語」のような単に「源氏物語」とのみ題してある版本を「無印源氏」と呼ぶようになった。
古活字本や整版本で数種類の「無印源氏」の存在が確認されている。無印源氏には、跋文も無い（「無跋」）あるいは刊記も無い（「無刊記」）ことが多いため、特に印刷のたび活字を組み直すため印刷結果が異なってしまう古活字版についてはどれだけの版が存在するのか不明な点も多い。また源氏物語のような複数冊からなる作品の場合にはひと組の刊本の中に本来別の刊本であったものの一部が混じり込んでしまっている場合もあり、問題をより複雑にしている。